# Europa Transparant

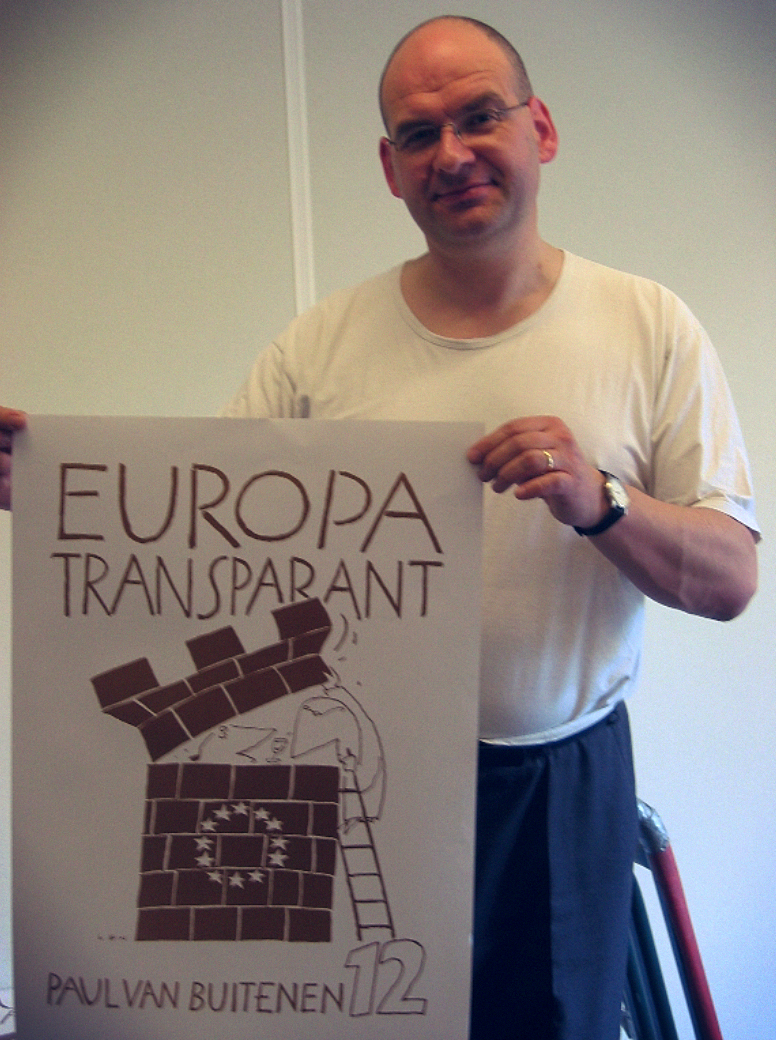
Paul van Buitenen, Europa Transparant (2004)

Europa Transparant war eine politische Partei in den Niederlanden. Sie wurde am 8. April 2004 von Paul van Buitenen gegründet und erreichte bei den Europawahlen im gleichen Jahr auf Anhieb zwei Sitze im Europäischen Parlament, nach einem Wahlkampf, der nur 4.000 € kostete. Van Buitenen und die Nummer 2 der Liste, Els de Groen, die als Aufdeckerin von Korruptionsskandalen in Osteuropa bekannt war, traten der Fraktion Die Grünen/Europäische Freie Allianz als unabhängige Mitglieder bei.
Die Partei behauptete von sich selbst, unpolitisch zu sein. Sie sah sich als Kämpferin für eine transparente Regierungsarbeit auf europäischer Ebene, gegen Korruption und Bevorzugung von Freunden. Im Jahre 2005 gründete Paul van Buitenen gemeinsam mit Hans-Peter Martin und Ashley Mote die Plattform für Transparenz (PfT). Der britische Abgeordnete Ashley Mote verbüßte allerdings im Jahr 2007 wegen Sozialbetrugs eine mehrmonatige Gefängnisstrafe in Großbritannien.
Am 31. Dezember 2007 fusionierte Europa Transparant mit der Partei Nederland Transparant, die auf nationaler Ebene dieselben Ziele verfolgte. Im Europäischen Parlament bestand Uneinigkeit zwischen Van Buitenen, der die Parteitätigkeit ausschließlich auf die Korruptionsbekämpfung beschränken wollte, und De Groen, die auch andere Themen, etwa die Rechte der Sinti und Roma in Bulgarien, behandeln wollte.
Zur Europawahl 2009 trat Europa Transparent nicht mehr an.